# هيكتور أكوستا (لاعب كرة قدم)
هيكتور أكوستا هو لاعب كرة قدم فنزويلي، ولد في 17 يوليو 2000 في فنزويلا.